# Lenha (canção)
Lenha é uma famosa música brasileira composta por Zeca Baleiro. A música foi lançada em 1999, com o álbum Vô Imbolá.
Em 2012, o ECAD divulgou uma listagem com as músicas que mais tocaram nas rádios brasileiras entre 2001 e 2012. Esta canção ficou ranqueada na 8a posição.

## História
A canção foi feita de madrugada. Inspirada no músico Walter Franco, Zeca resolveu fazer uma música sobre a falta de assunto de um compositor. Mesmo achando incompleta, apresentou "Lenha" para Rita Ribeiro, que fez da canção um hit .

### Videoclipe
Estilo road movie, o videoclipe foi gravado na rodovia Régis Bittencourt. Dirigido por Tadeu Jungle, o video contou com as participações de Walter Franco como um caixeiro viajante, Lobão de pastor evangélico, Banda Mandabala, Tuco Marcondes, a atriz Eliana César, entre outros. O figurino de Zeca foi inspirado no personagem de Nicolas Cage em Coração Selvagem, filme de David Linch. Direção: Tadeu Jungle.

## Versão de Rionegro & Solimões
"Lenha" é uma canção gravada pela dupla sertaneja Rionegro & Solimões, lançada em 2001 como segundo single do álbum Só Alegria. Música original de Zeca Baleiro, é uma versão sertaneja de, à época, um recente grande sucesso da MPB. Na voz da dupla, que é uma das mais consagradas do país, o hit voltou ao sucesso, principalmente nas rádios.

### Desempenho nas paradas
| Paradas (2001)   | Melhor posição |
| ---------------- | -------------- |
| Brasil - Hot 100 | 23             |

## Outras regravações
A música também já foi regravada por alguns músicos, como Simone, Rita Ribeiro, entre outros...